# Nastro d'argento - Grandi Serie alla migliore attrice protagonista
Il Nastro d'argento - Grandi Serie alla migliore attrice protagonista è un riconoscimento italiano assegnato annualmente dal Sindacato nazionale giornalisti cinematografici italiani a partire dal 2022 alla migliore attrice protagonista in una serie o miniserie televisiva italiana.

## Vincitori e candidati
I vincitori sono indicati in grassetto, a seguire gli altri candidati.

### Anni 2022-2029
- 2022
  - Maria Chiara Giannetta - Blanca
  - Cristiana Capotondi - Le fate ignoranti
  - Laura Morante - A casa tutti bene - La serie
  - Dora Romano - Bang Bang Baby
  - Greta Scarano - Chiamami ancora amore
- 2023
  - Margherita Buy - Esterno notte
  - Barbara Chichiarelli - The Good Mothers
  - Matilda De Angelis - La legge di Lidia Poët
  - Giordana Merengo e Valeria Golino - La vita bugiarda degli adulti
  - Claudia Pandolfi - The Bad Guy
- 2024
  - Isabella Ragonese - Il re
  - Claudia Pandolfi - Un'estate fa, Un professore
  - Micaela Ramazzotti - Un amore
- 2025
  - Tecla Insolia - L'arte della gioia
  - Irene Maiorino - L'amica geniale
  - Benedetta Porcaroli - Il Gattopardo
  - Lunetta Savino - Libera
  - Vanessa Scalera - Avetrana - Qui non è Hollywood